# Değirmenköprü, Arpaçay
Değirmenköprü là một xã thuộc huyện Arpaçay, tỉnh Kars, Thổ Nhĩ Kỳ. Dân số thời điểm năm 2010 là 552 người.